# 电话号码分类计划
电话号码分类计划是覆盖全球所有地区和国家的电话号码分类的计划，包括固定电话和移动电话。一个电话号码在本地拨打时不需要加拨地区号。

## 结构
一个电话号码由下列元素组成：
- 接入号（国际或国内）-只有拨打国际和国内非本地电话时需要输入。最常用的国内接入号是“0”，最常用的国际接入号是“00”；在北美地区（如美国和加拿大），则使用“1”和“011”作为国内国际接入号。
- 国家区号 - 只有拨打其它国家的电话时需要输入。通常和国际接入号一起引用，在拨打电话号码时最先输入，尤其是美国和加拿大（如"011-XX-YYY-ZZZ-ZZZZ"）。其它国家通常在国家区号的前面一般加"+"表示国际接入号，例如（"+XX YYY ZZZ ZZZZ"）。GSM网络中，"+"已经成为实际上的国际接入号。
- 地区号 - 固定电话只有拨打国内非本地电话时需要输入，移动电话则都需要。地区号之前必须加国内接入号或者国际接入号和国家区号。
- 本地号码 - 任何时候都需要输入。固定网络本地号码的前几位表明了小的地区或独立的电信交换局。移动电话号码的前几位通常表示网络的运营商。

## 标准
国际电信联盟（ITU）曾经试图提出一个全球通用的标准，但是目前世界上不同地区的电话号码分类形式各不相同。例如，ITU建议成员国家采用“00”作为国际接入号，然而美国和加拿大以及其它国家却采用北美电话号码分类计划。澳大利亚也有自己的系统。
国际电话号码计划规定了国家区号，每个号码表明了一个国家或一组国家。E.164标准具体定义了国家区号并限制了一个完成的国际电话号码的最大长度。每个国家可以自己定义国内电话的分类。国内区号可能有以下形式：
- 固定长度，例如美国和加拿大的地区号都是3位数字，澳大利亚和新西兰采用1位数字。
- 可变长度，如德国、阿根廷、奥地利的地区号长度为2-5位；日本为1-5位；以色列和秘鲁为1-2位。
- 和用户号码即本地号码合并，如西班牙和挪威，这种方式被称作“封闭”电话号码系统。有些国家必须输入一个长途电码（通常是“0”），如比利时、意大利、荷兰、波兰、瑞士和南非。

通常地区号表明了电话的资费。通常在同一地区的费用比地区外的费用要低一些。一些特殊的区号用于免费电话、额外付费电话、移动电话和其它特殊费率电话。也有一些例外，如以色列，拨往不同地区的电话收费相同，而英国，同一区号的电话经常收费不同。

## 开放拨号系统
一个开放拨号系统指本地和长途长话的拨号方式不同的系统。这意味着拨打同一个城市或地区的号码，呼叫方只需要拨本地号码，而拨打区域外的号码，则需要加拨区号。区号之前有一个长途码（通常为'0'），而国际长途则可以省去国内长途码，即国内接入号。下面是拨打一个中国上海电话号码例子：
xxxx xxxx （在上海市内，不需要地区号）
（021） xxxx xxxx （中国大陆境内，上海以外地区）
+86 21 xxxx xxxx （中国大陆以外地区，注意：中间的0被省略了）
在一個專用單一国际区號的城市或地区（如香港）則如下：
xxxx xxxx （在香港范围內）

+852 xxxx xxxx （在香港范围外）
注意：此類开放拨号近似封閉拨号，但香港不設国内长途码（国内接入号）。香港同時設「攜號轉台」機制。
在美国和加拿大等使用北美电话号码分类计划（NANP）的国家，长途码是'1'，凑巧也是国家区号。因此，如果要拨打一个美国旧金山的号码，则：
xxx xxxx （本地电话，不需要加地区号，但前提是该地区只有一个区号。）

1 415 xxx xxxx （旧金山以外地区，采用NANP的国家）

415 xxx xxxx （采用NANP的国家的移动电话可以省略长途码）

+1 415 xxx xxxx （NANP的国家以外国家，'+'后面的'1'是国家区号，不是长途码）
然而，现在在北美某些地区，尤其是新的地区号覆盖旧区域的地区，即使是本地电话也需要加拨1+地区号。这表示NANP现在在一些区域使用开放电话系统，而在另一些区域使用封闭电话系统。移动电话通常可以省去长途码。

## 封闭拨号系统
封闭电话号码分类计划中，用户的电话号码长度是固定标准，因此一个封闭拨号系统中所有地区呼叫方式都是相同的，即使是在同一地区的用户也如此。这种方式主要用于小国家或地区，不需要地区号。因此长途码也可以省略。
例如，1992年之前拨打一个挪威奥斯陆的电话号码：
xxx xxx     （奥斯陆之内-不要地区号）
（02） xxx xxx   （挪威之内，奥斯陆以外地区）
+47 2 xxx xxx     （挪威以外）
1992年之后，挪威换成封闭拨号系统：
22xx xxxx  （挪威之内，包括奥斯陆）

+47 22xx xxxx （挪威以外）
在其它使用封闭拨号系统的国家，如法国、比利时、瑞士和南非，国内电话的长途码被保留，如：
- 巴黎 01 xx xx xx xx （法国以外 +33 1 xxxx xxxx）
- 布鲁塞尔 02 xxx xxxx （比利时以外 +32 2 xxx xxxx）
- 日内瓦 022 xxx xxxx  （瑞士以外 +41 22 xxx xxxx）
- 开普敦 021 xxx xxxx （南非以外 +27 21 xxx xxxx）